# 2004 у літературі

## Твори
- «2666» — роман чилійського письменника Роберто Боланьо.
- «Депеш Мод» — повість українського письменника Сергія Жадана.
- «Хмарний атлас» — роман англійського письменника Девіда Мітчелла.

## Видання
- Лексикон таємних знань — книга прози українського письменника Тараса Прохаська
- Страйк ілюзій — антологія сучасної української драматургії із 10 творів (укладач Неда Неждана)